# La Ferrière-Béchet
 La Ferrière-Béchet  es una población y comuna francesa, situada en la región de Baja Normandía, departamento de Orne, en el distrito de Alençon y cantón de Sées.

## Demografía
| 190 | 222 | 187 | 151 | 151 | 169 |
| Para los censos de 1962 a 1999 la población legal corresponde a la población sin duplicidades (Fuente: INSEE [Consultar]) |     |     |     |     |     |